# Liste der Kreisstraßen in Erlangen
Die Liste der Kreisstraßen in Erlangen ist eine Auflistung der Kreisstraßen in der bayerischen Stadt Erlangen mit deren Verlauf.

## Abkürzungen
- ER: Kreisstraße in der kreisfreien Stadt Erlangen
- ERH: Kreisstraße im Landkreis Erlangen-Höchstadt
- FÜs: Kreisstraße in der kreisfreien Stadt Fürth
- St: Staatsstraße in Bayern

## Liste
Nicht vorhandene bzw. nicht nachgewiesene Kreisstraßen werden in Kursivdruck gekennzeichnet, ebenso Straßen und Straßenabschnitte, die unabhängig vom Grund (Herabstufung zu einer Gemeindestraße oder Höherstufung) keine Kreisstraßen mehr sind.
Der Straßenverlauf wird in der Regel von Nord nach Süd und von West nach Ost angegeben.
| Nr. ER | Verlauf |
| ------ | --- |
| ER 1   | (ERH 3 im Landkreis Erlangen-Höchstadt) – Stadtgrenze – Haundorfer Straße – Adenauer-Ring – Büchenbacher Damm – ER 2 – Büchenbacher Damm – /                                                                                          |
| ER 2   | St 2240 – Möhrendorfer Straße – Schallershofer Straße – ER 1 – Schallershofer Straße – St 2244 – Kraftwerkstraße – Sylvaniastraße – Hüttendorfer Straße – ER 6 – Hüttendorfer Straße – Vacher Straße – Stadtgrenze – (FÜs 1 in Fürth) |
| ER 3   | St 2242 – Weinstraße – – Kurt-Schumacher-Straße – |
| ER 4   | St 2259 – Röttenbacher Straße – Brühl – Naturbadstraße – Stadtgrenze – (ERH 31 im Landkreis Erlangen-Höchstadt) |
| ER 5   | St 2242 – (Hüttendorfer Damm) – |
| ER 6   | St 2244 – Pappenheimer Straße – ER 2 |
| ER 7   | St 2244 – Bayreuther Straße – Essenbacher Straße – Rathsberger Straße – Stadtgrenze – (ERH 7 im Landkreis Erlangen-Höchstadt) |